# Chris Armstrong (teórico político)
Chris Armstrong es un teórico político británico. Es autor de varios libros, entre ellos Justice and Natural Resources (2017) y A Blue New Deal (2022), el último de los cuales ganó el premio Lynton Keith Caldwell 2023 de la Asociación Americana de Ciencia Política. Es profesor de teoría política en la Universidad de Southampton, donde trabaja desde 2005.

## Carrera
Armstrong obtuvo una licenciatura en política en la Universidad de Durham (con un año Erasmus en la Universidad de Ámsterdam) de 1992 a 1996. Continuó sus estudios para obtener una Maestría en Ciencias en la Escuela de Economía de Londres de 1996 a 1997, y luego un doctorado en política en la Universidad de Brístol de 1998 a 2001. En Bristol, fue supervisado por Judith Squires y su tesis fue examinada por Anne Phillips.
Armstrong realizó una beca postdoctoral financiada por el Consejo de Investigación Económica y Social en la Universidad de Brístol de 2001 a 2002, y luego trabajó como profesor temporal de teoría política en el Universidad Colegio Dublín de 2002 a 2003. Se mudó a la Universidad de la Reina de Belfast como profesor de política en 2003 y luego se unió a la Universidad de Southampton como profesor en 2005. El primer libro de Armstrong fue Rethinking Equality: The Challenge of Equal Citizenship, publicado en 2006 por Manchester University Press. Fue ascendido a profesor titular en 2007 y luego a lector en 2011. Al año siguiente, Cambridge University Press publicó su Global Distributive Justice: An Introduction. Fue ascendido a profesor en 2013.
Justice and Natural Resources: An Egalitarian Theory fue publicado en 2017 por Oxford University Press. Fue revisado en varias revistas académicas y fue objeto de un número especial de la revista Global Justice: Theory Practice Rhetoric. En el libro, Armstrong ofrece un relato del concepto de recurso natural que Clare Heyward y Laura Lo Coco describieron en 2021 como «el más completo y sistemático... hasta la fecha». En contraste con explicaciones filosóficas políticas anteriores sobre la propiedad de los recursos naturales, Armstrong aboga por una visión de la propiedad que sea «desagregada» (lo que significa que los agentes pueden tener derechos similares a los de propiedad sobre los recursos naturales sin poseer la «propiedad total» de ellos) y sostiene que Los agentes pueden tener derechos especiales sobre determinados recursos naturales basándose en que han mejorado esos recursos y en que están vinculados a esos recursos. Como sugiere el título del libro, la explicación de Armstrong es igualitaria, pero no exige una distribución equitativa de los recursos. Más bien, le preocupa la «igualdad de acceso al bienestar». Why Global Justice Matters: Moral Progress in a Divided World, publicado por Polity Press, seguido en 2019.
En 2022, Armstrong publicó A Blue New Deal: Why We Need A New Politics for the Ocean con Yale University Press. El libro atrajo considerable atención de la prensa, incluso fue nombrado uno de los Libros del Año de New Statesman para 2022. Armstrong pide un «New Deal azul», una nueva política del mar que ofrezca la perspectiva de resiliencia ecológica y una economía azul justa. La propuesta práctica central de Armstrong es la necesidad de una «Autoridad Oceánica Mundial» para supervisar alta mar. El libro ganó el premio Lynton Keith Caldwell 2023 de la Asociación Americana de Ciencia Política, otorgado por «el mejor libro sobre política y políticas ambientales publicado en los últimos tres años».
Global Justice and the Biodiversity Crisis: Conservation in a World of Inequality de Armstrong, de Oxford University Press, se publicará en 2024.